# Casa Toader Roșca din Bărcănești
Casa Toader Roșca este un monument istoric situat în satul Bărcănești, județul Ialomița. Este situată de-a lungul DJ 201. Clădirea a fost construită în anul 1936. Figurează pe noua listă a monumentelor istorice sub codul LMI: IL-II-m-B-14092.

## Imagini

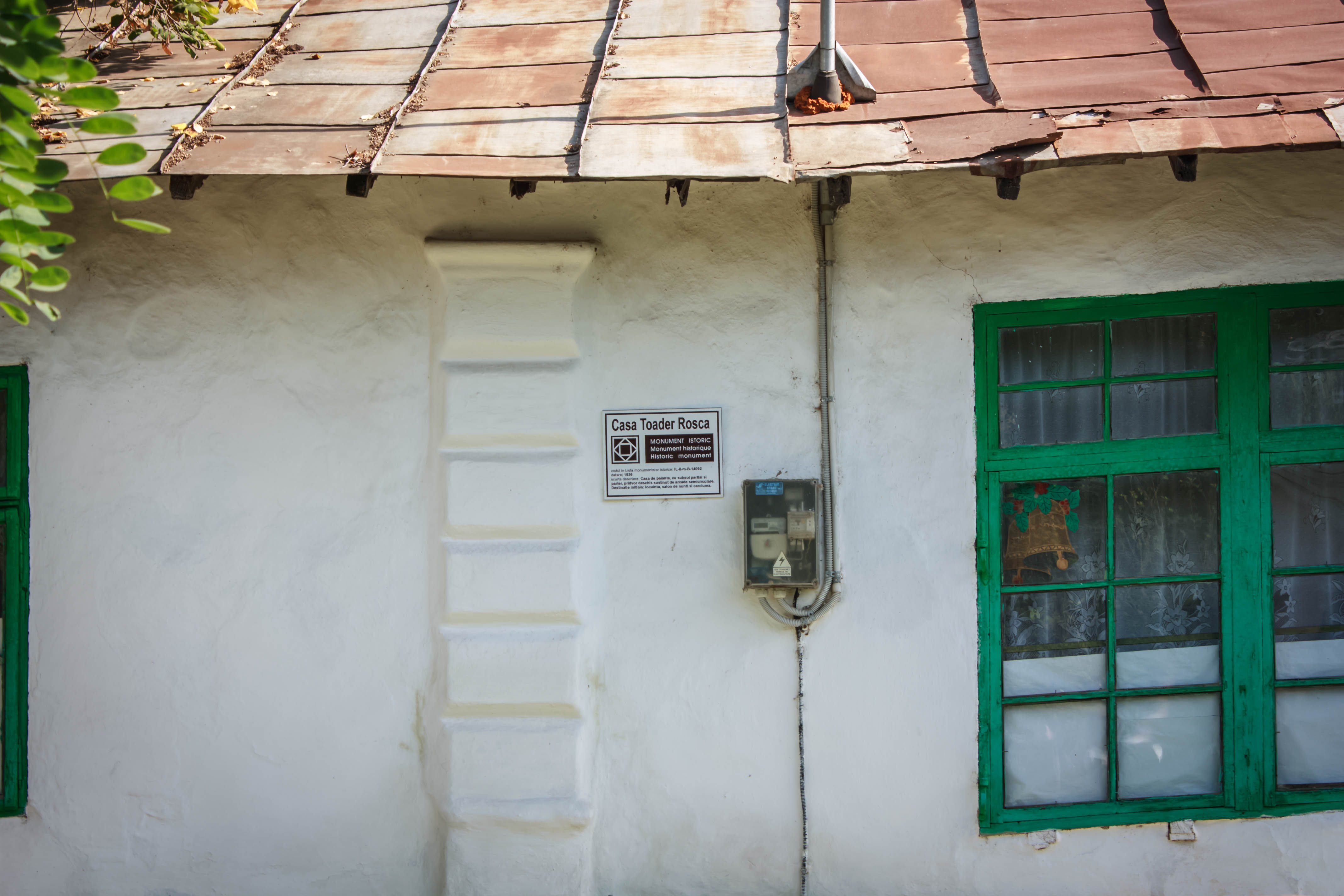
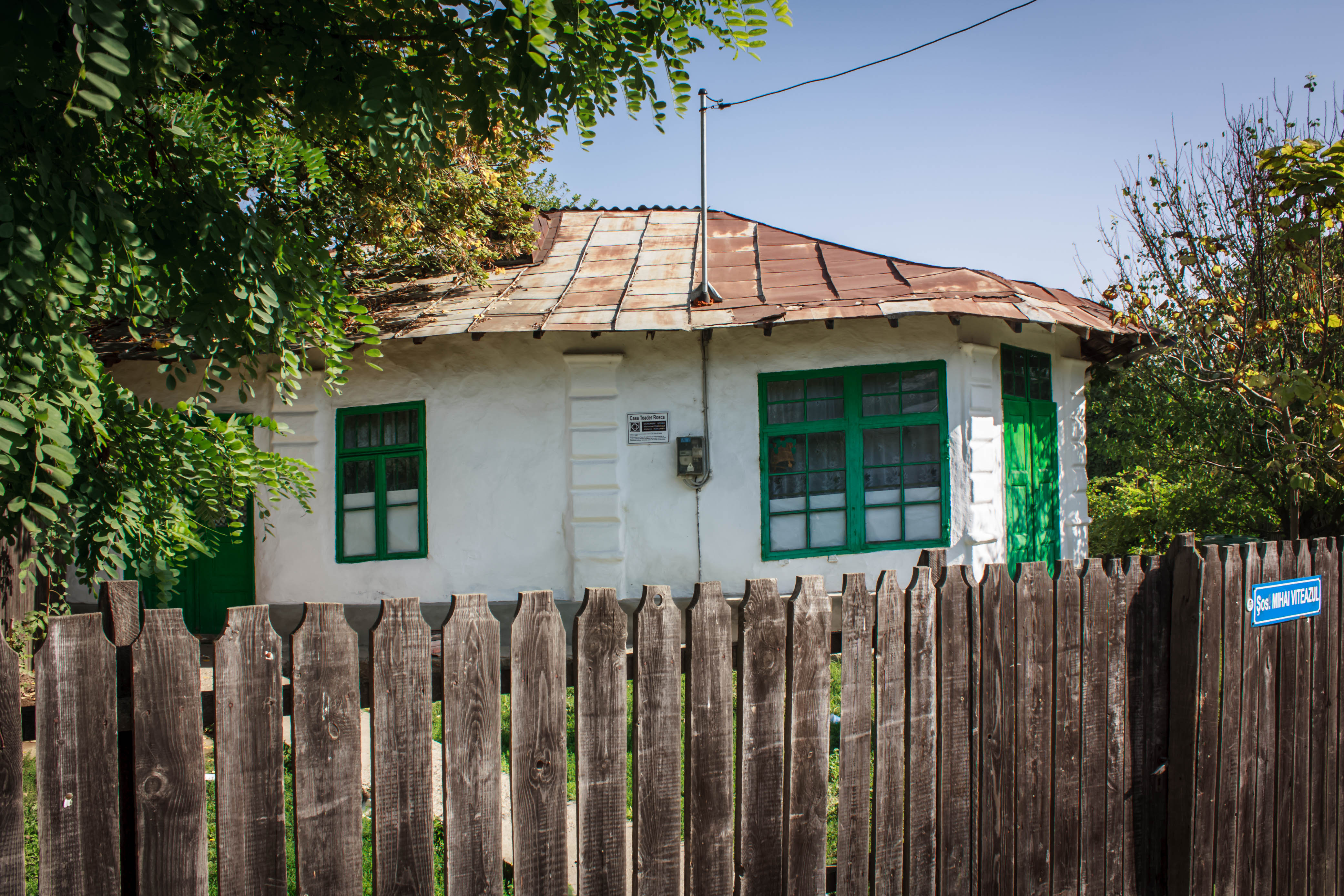
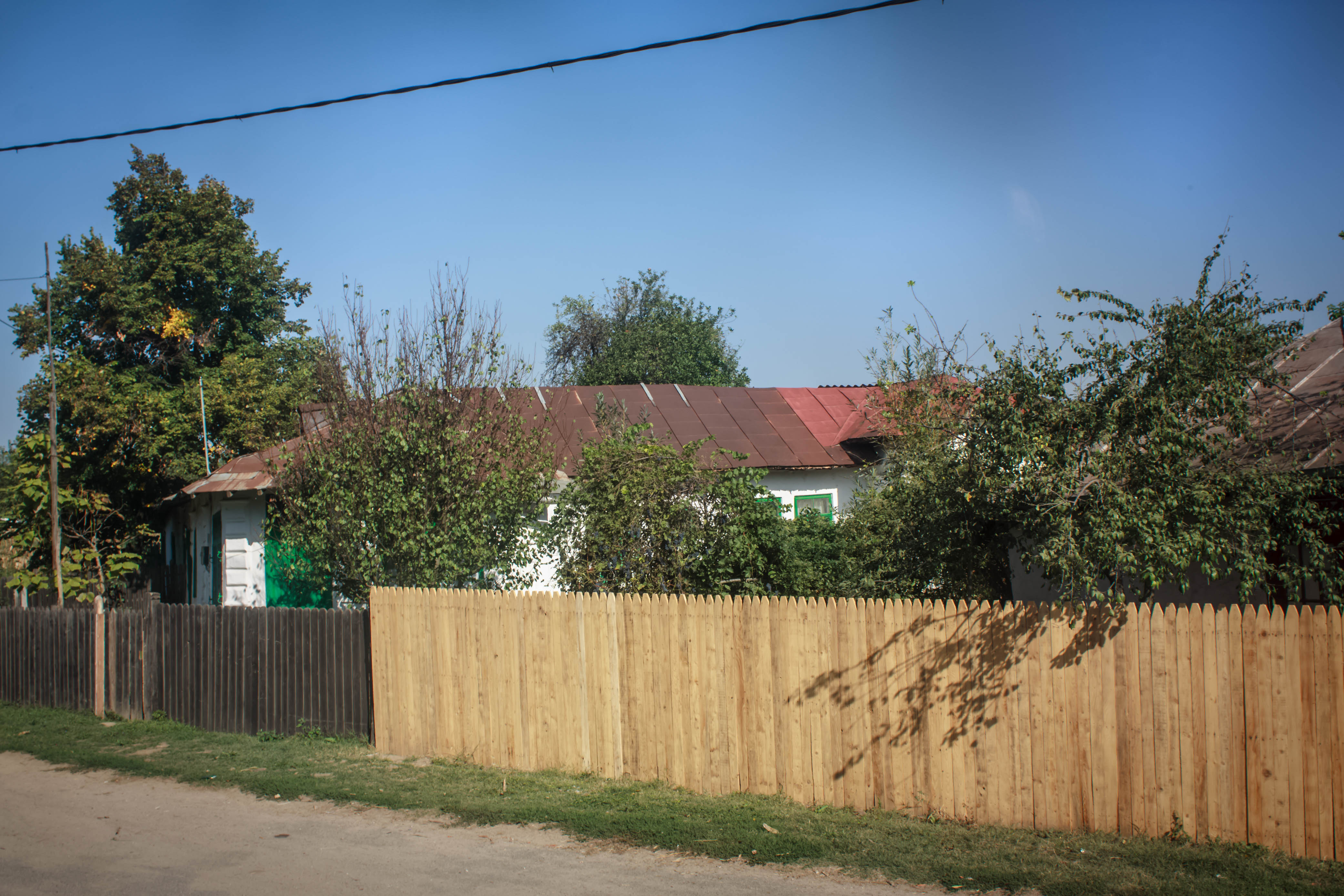